# Francesco Carlo d'Asburgo-Lorena
Francesco Carlo d'Asburgo-Lorena (Vienna, 17 dicembre 1802 – Vienna, 8 marzo 1878) era il secondo figlio maschio dell'imperatore Francesco II d'Asburgo-Lorena (Francesco I d'Austria) e della sua seconda moglie Maria Teresa di Borbone-Napoli, fratello minore di Ferdinando I; quando questi abdicò il 2 dicembre 1848, rinunciò ai propri diritti in favore del figlio Francesco Giuseppe che divenne imperatore.

## Biografia

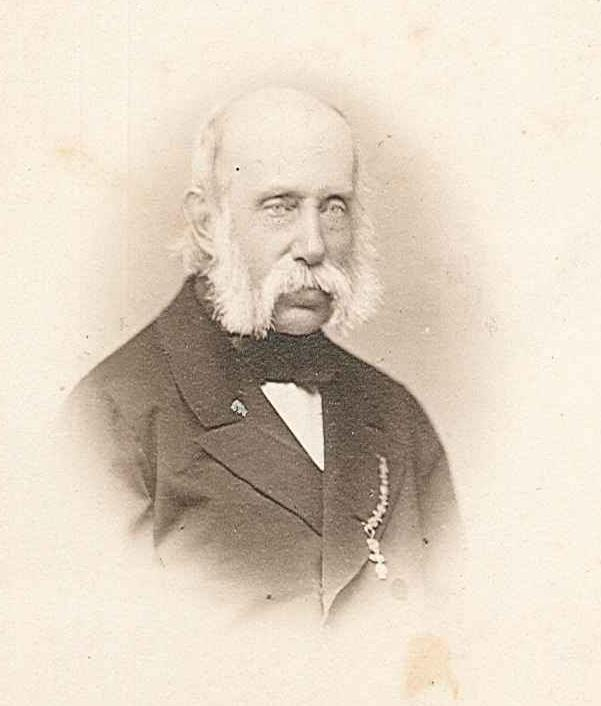
Francesco Carlo d'Asburgo Lorena

Nato a Vienna presso il Palazzo di Schönbrunn, il 17 dicembre 1802, Francesco Carlo d'Asburgo era il figlio secondogenito dell'imperatore Francesco II d'Asburgo-Lorena (che dal 1806 decadrà da tale titolo con la soppressione del Sacro Romano Impero e la fondazione dell'Impero austriaco) e della sua seconda moglie, Maria Teresa di Borbone-Napoli, figlia di re Ferdinando I delle Due Sicilie e di Maria Carolina d'Asburgo-Lorena, figlia a sua volta della grande imperatrice Maria Teresa d'Austria.
Francesco Carlo crebbe con la coscienza di un secondogenito e quindi con l'idea che difficilmente sarebbe salito al trono, coltivando quindi numerose passioni anche al di fuori della corte austriaca. Molto interessato all'arte e al teatro, divenne abile cacciatore, arte che praticherà con sempre crescente assiduità soprattutto dopo l'ascesa al trono del figlio. Francesco Carlo non aveva ambizioni di potere e non si era mai interessato di politica, ma venne costretto a governare al posto del fratello, Ferdinando I (il quale era mentalmente ritardato), insieme con un consiglio di reggenza composto da ministri di Stato e da suo zio Luigi d'Asburgo-Lorena, nel periodo tra il 1835 e il 1848. Allo scoppio dei moti rivoluzionari del 1848, suo fratello Ferdinando I decise di rinunciare al trono e abdicò il 2 dicembre.
Francesco Carlo era il suo erede al trono ma, manovrato dell'ambiziosa moglie, Sofia di Baviera, rinunciò ai suoi diritti di successione al trono e cedette tale onore a suo figlio maggiore Francesco Giuseppe, appena diciottenne, che divenne così imperatore. Dopo l'ascesa al trono del figlio, Francesco Carlo partecipò sporadicamente alla vita di corte, apparendo in poche occasioni formali, preferendo godersi il suo status di privato cittadino, recandosi spesso nel Salzkammergut per cacciare o al Prater per cavalcate o lunghe passeggiate. Durante i periodi di residenza estiva al palazzo di Bad Ischl, s'interessò moltissimo al locale teatro, ormai ridotto in rovina, e provvide a farlo restaurare e a utilizzarlo come teatro per sé e per i suoi amici, fatto che lo rese estremamente popolare nella cittadina austriaca.
Francesco Carlo morì a Vienna nel 1878, sei anni dopo la morte della moglie, e venne sepolto nella Cripta Imperiale (anche detta Kapuzinergruft, la Cripta dei Cappuccini). Francesco Carlo fu l'ultimo degli Asburgo le cui viscere siano state sepolte nella Cripta Ducale nella Cattedrale di Santo Stefano e il cui cuore nella Herzgruft nella Chiesa agostiniana, secondo un secolare rito familiare.

## Matrimonio e figli
Il 4 novembre 1824, Francesco Carlo sposò la principessa Sofia di Baviera, figlia di re Massimiliano I di Baviera e della sua seconda moglie, Carolina di Baden.
La coppia ebbe sei figli:
- Francesco Giuseppe (18 agosto 1830 - 21 novembre 1916), futuro imperatore d'Austria, successe allo zio Ferdinando I
- Massimiliano (6 luglio 1832 - 19 giugno 1867), futuro imperatore del Messico
- Carlo Ludovico (30 luglio 1833 - 19 maggio 1896), padre dell'arciduca Francesco Ferdinando, il cui assassinio nel 1914 fu la causa scatenante della prima guerra mondiale, e nonno dell'ultimo imperatore Carlo I d'Austria-Ungheria
- Maria Anna (27 ottobre 1835 - 5 febbraio 1840), morta dopo quattro anni di pesanti crisi epilettiche[1]
- un figlio nato morto il 24 ottobre 1840
- Ludovico Vittorio (15 maggio 1842 - 18 gennaio 1919)

## Ascendenza
|                                  |                     |                                        | Genitori                                      |  |  | Nonni |  |  | Bisnonni              |  |  | Trisnonni          |  |
|                                  |                     |                                        |                                               |  |  |       |  |  | Francesco I di Lorena |  |  | Leopoldo di Lorena |  |
|                                  |                     |                                        |                                               |  |  |       |  |  | Francesco I di Lorena |  |  | Leopoldo di Lorena |  |
|                                  |                     | Elisabetta Carlotta di Borbone-Orléans |                                               |  |  |       |  |  | Francesco I di Lorena |  |  |                    |  |
| Leopoldo II d'Asburgo-Lorena     |                     |                                        |                                               |  |  |       |  |  | Francesco I di Lorena |  |  |                    |  |
|                                  |                     | Maria Teresa d'Austria                 | Carlo VI d'Asburgo                            |  |  |       |  |  |                       |  |  |                    |  |
|                                  |                     | Maria Teresa d'Austria                 | Carlo VI d'Asburgo                            |  |  |       |  |  |                       |  |  |                    |  |
|                                  |                     | Maria Teresa d'Austria                 | Elisabetta Cristina di Brunswick-Wolfenbüttel |  |  |       |  |  |                       |  |  |                    |  |
| Francesco II d'Asburgo-Lorena    |                     | Maria Teresa d'Austria                 |                                               |  |  |       |  |  |                       |  |  |                    |  |
|                                  |                     | Carlo III di Spagna                    | Filippo V di Spagna                           |  |  |       |  |  |                       |  |  |                    |  |
|                                  |                     | Carlo III di Spagna                    | Filippo V di Spagna                           |  |  |       |  |  |                       |  |  |                    |  |
|                                  |                     | Carlo III di Spagna                    | Elisabetta Farnese                            |  |  |       |  |  |                       |  |  |                    |  |
| Maria Ludovica di Borbone-Spagna |                     | Carlo III di Spagna                    |                                               |  |  |       |  |  |                       |  |  |                    |  |
|                                  |                     | Maria Amalia di Sassonia               | Augusto III di Polonia                        |  |  |       |  |  |                       |  |  |                    |  |
|                                  |                     | Maria Amalia di Sassonia               | Augusto III di Polonia                        |  |  |       |  |  |                       |  |  |                    |  |
|                                  |                     | Maria Amalia di Sassonia               | Maria Giuseppa d'Austria                      |  |  |       |  |  |                       |  |  |                    |  |
| Francesco Carlo d'Asburgo-Lorena |                     | Maria Amalia di Sassonia               |                                               |  |  |       |  |  |                       |  |  |                    |  |
|                                  | Carlo III di Spagna | Filippo V di Spagna                    |                                               |  |  |       |  |  |                       |  |  |                    |  |
|                                  | Carlo III di Spagna | Filippo V di Spagna                    |                                               |  |  |       |  |  |                       |  |  |                    |  |
|                                  | Carlo III di Spagna | Elisabetta Farnese                     |                                               |  |  |       |  |  |                       |  |  |                    |  |
| Ferdinando I delle Due Sicilie   | Carlo III di Spagna |                                        |                                               |  |  |       |  |  |                       |  |  |                    |  |
|                                  |                     | Maria Amalia di Sassonia               | Augusto III di Polonia                        |  |  |       |  |  |                       |  |  |                    |  |
|                                  |                     | Maria Amalia di Sassonia               | Augusto III di Polonia                        |  |  |       |  |  |                       |  |  |                    |  |
|                                  |                     | Maria Amalia di Sassonia               | Maria Giuseppa d'Austria                      |  |  |       |  |  |                       |  |  |                    |  |
| Maria Teresa di Borbone-Napoli   |                     | Maria Amalia di Sassonia               |                                               |  |  |       |  |  |                       |  |  |                    |  |
|                                  |                     | Francesco I di Lorena                  | Leopoldo di Lorena                            |  |  |       |  |  |                       |  |  |                    |  |
|                                  |                     | Francesco I di Lorena                  | Leopoldo di Lorena                            |  |  |       |  |  |                       |  |  |                    |  |
|                                  |                     | Francesco I di Lorena                  | Elisabetta Carlotta di Borbone-Orléans        |  |  |       |  |  |                       |  |  |                    |  |
| Maria Carolina d'Asburgo-Lorena  |                     | Francesco I di Lorena                  |                                               |  |  |       |  |  |                       |  |  |                    |  |
|                                  |                     | Maria Teresa d'Austria                 | Carlo VI d'Asburgo                            |  |  |       |  |  |                       |  |  |                    |  |
|                                  |                     | Maria Teresa d'Austria                 | Carlo VI d'Asburgo                            |  |  |       |  |  |                       |  |  |                    |  |
|                                  |                     | Maria Teresa d'Austria                 | Elisabetta Cristina di Brunswick-Wolfenbüttel |  |  |       |  |  |                       |  |  |                    |  |
|                                  |                     | Maria Teresa d'Austria                 |                                               |  |  |       |  |  |                       |  |  |                    |  |